# 走過煉獄的女人
《走過煉獄的女人》（英語：Brimstone）是一部2016年荷蘭和法國合拍的西部驚悚片，由馬丁·寇霍文執導和編劇。電影主演包括達科塔·芬妮、蓋·皮爾斯、基特·哈靈頓和卡莉絲·范·荷登。
該片於2016年9月3日在第73屆威尼斯影展上首映，並作為競爭金獅獎的競賽片。電影定於2017年1月22日在荷蘭上映，而美國則於2017年3月10日以有限上映的方式發行。該片於2017年4月的台北金馬奇幻影展以及香港國際電影節上放映。

## 劇情
故事敘述堅強的女性莉茲被控告犯了罪，使得她必須在不利的惡劣情境下，以運用智慧保護女兒並持槍復仇。

## 演員
- 達科塔·芬妮 飾 莉茲（Liz）
- 蓋·皮爾斯 飾 牧師
- 基特·哈靈頓 飾 山繆（Samuel）
- 卡莉絲·范·荷登 飾 安娜（Anna）
- 傑克·羅斯 飾 沃夫（Wolf）
- 艾蜜莉雅·瓊斯 飾 喬安娜（Joanna）

## 製作
2015年2月5日，蓋·皮爾斯和蜜雅·娃絲柯思卡被宣布加入電影的演出。後來，羅伯·派汀森和卡莉絲·范·荷登加入詮釋罪犯的角色。2015年5月，導演馬丁·寇霍文確認傑克·羅斯的參演。2015年6月，《好萊塢報導》證實，達科塔·芬妮與基特·哈靈頓加入並取代娃絲柯思卡和派汀森的角色。

### 拍攝
正式拍攝於2015年6月15日開始，並在匈牙利、西班牙、奧地利和德國進行取景。

## 外部連結
- 官方網站 （页面存档备份，存于）
- 互联网电影数据库（IMDb）上《走過煉獄的女人》的资料（英文）
- 開眼電影網上《走過煉獄的女人》的資料（繁體中文）